# Pelegrín d'Atrosillo
Pelegrín d'Atrosillo (? - ?) va ser un cavaller aragonès del llinatge dels Atrosillo. Els seus orígens familiars són desconeguts. Era germà de Gil II d'Atrosillo. Es casà amb Sanxa López d'Albero, filla de Lope d'Albero, el 1218.
Va participar en la Primera revolta nobiliària contra Jaume I d'Aragó. Aquest l'ennoblí i el feu ric-home. Rebé del seu sogre, Lope d'Albero la vila d'Alcorisa, localitat que tingué per l'Orde de Calatrava. Participà en la Conquesta de Mallorca i en la Conquesta de València. El 1252, Jaume I d'Aragó li concedí la ciutat d'Osca i les viles de Ailés, Jaulín i Lagunas.